# Gangarampur
Gangarampur (en bengalí: গঙ্গারামপুর ) es una ciudad de la India, en el distrito de Dakshin Dinajpur, estado de Bengala Occidental.

## Geografía
Se encuentra a una altitud de 31 m s. n. m. a 422 km de la capital estatal, Calcuta, en la zona horaria UTC +5:30.

## Demografía
Según estimación 2010 contaba con una población de 83 337 habitantes.